# 캐시드럴 파크웨이-110번가역
캐시드럴 파크웨이-110번가(영어: Cathedral Parkway–110th Street)역은 미국 뉴욕 지하철 IRT 브로드웨이 7번로선의 역이다. 맨해튼의 모닝사이드 하이츠에 있는 캐시드럴 파크웨이와 브로드웨이의 교차로에 위치해 있으며, 전시간 1 열차가 운행된다.
110번가역은 1900년에 승인된 도시의 첫 지하철 노선의 일부로 인터버러 래피드 트랜싯 컴퍼니(IRT)를 위해 건설되었다. 110번가를 포함하는 노선의 건설은 같은 해 6월 18일에 시작되었다. 이 역은 1904년 10월 27일 뉴욕 지하철의 28개역 중 하나로 개장했다. 역의 승강장은 1948년에 10량 편성의 열차를 수용하기 위해 연장되었고, 2000년대에 개조되었다.
110번가역에는 2개의 상대식 승강장과 3개의 선로가 있다. 중앙 선로는 정규운행에 사용되지 않는다. 역은 타일과 모자이크 장식으로 지어졌다.  승강장에는 110번가 및 브로드웨이 출구가 있으며 운임 구역 내에서 서로 연결되어 있지 않다.  역의 원래 구역은 뉴욕시 지정 랜드마크이며 미국 국립사적지에 등재되어 있다.

## 역 구조
| 지면   | 거리           | 출입구 틀:NYCS Platform Layout access                                                                    |
| 승강장 | 상대식 승강장  | 상대식 승강장                                                                                            |
| 승강장 | 북행 완행      | ← 밴코틀랜드 파크-242번가 방면 (틀:NYCS Platform Layout IRT Broadway–Seventh Avenue Line/local/previous) |
| 승강장 | 혼잡 방향 급행 | → 정규 운행 없음                                                                                         |
| 승강장 | 남행 완행      | → 사우스 페리 방면 (틀:NYCS Platform Layout IRT Broadway–Seventh Avenue Line/local/next) →               |
| 승강장 | 상대식 승강장  | |

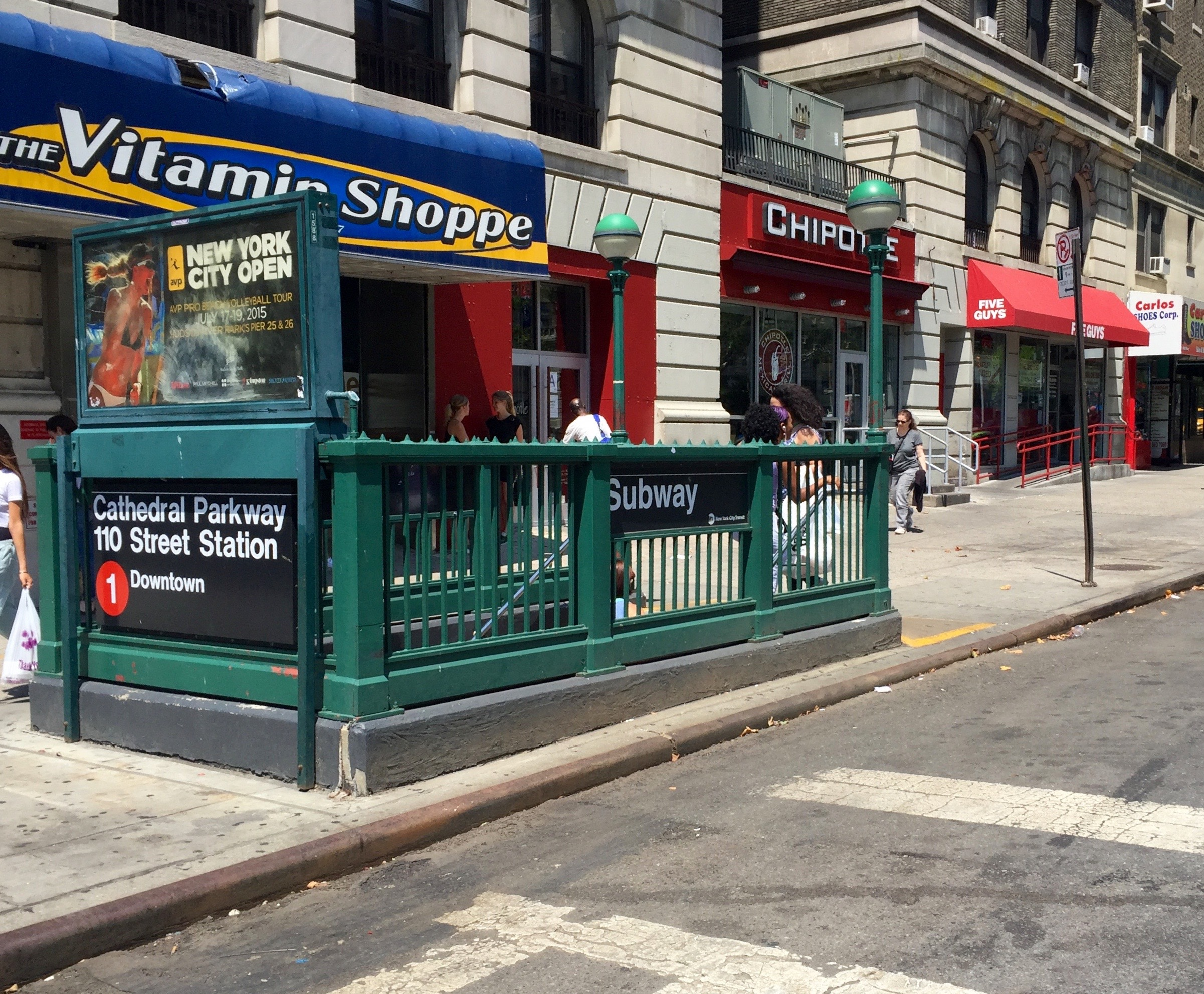
북서쪽 모퉁이 계단

이 역에는 2개의 상대식 승강장과 3개의 선로가 있으며, 중앙은 사용하지 않는 급행 선로이다. 전시간 1 열차가 정차한다.
승강장은 원래 96번가 북쪽에 있는 다른 역들과 마찬가지로 길이가 350 피트 (110 m)였으나,:4:3:8 1948년 승강장 확장의 결과로 길이가 520 피트 (160 m)가 되었다. 승강장 연장선은 원래 승강장의 남쪽 끝에 있다.:39
기술적으로 남행 완행 선로는 BB1로, 북행 선로는 BB4로 지정되었다. BB 지정은 96번가에서 242번까지 브로드웨이-8번로선을 따라 연계되었다. 캐시드럴 파크웨이-110번가역에서는 접근할 수 없으나 중앙 선로는 M으로 지정되었다. 이러한 지정은 일상에서는 거의 사용되지 않는다.

### 디자인

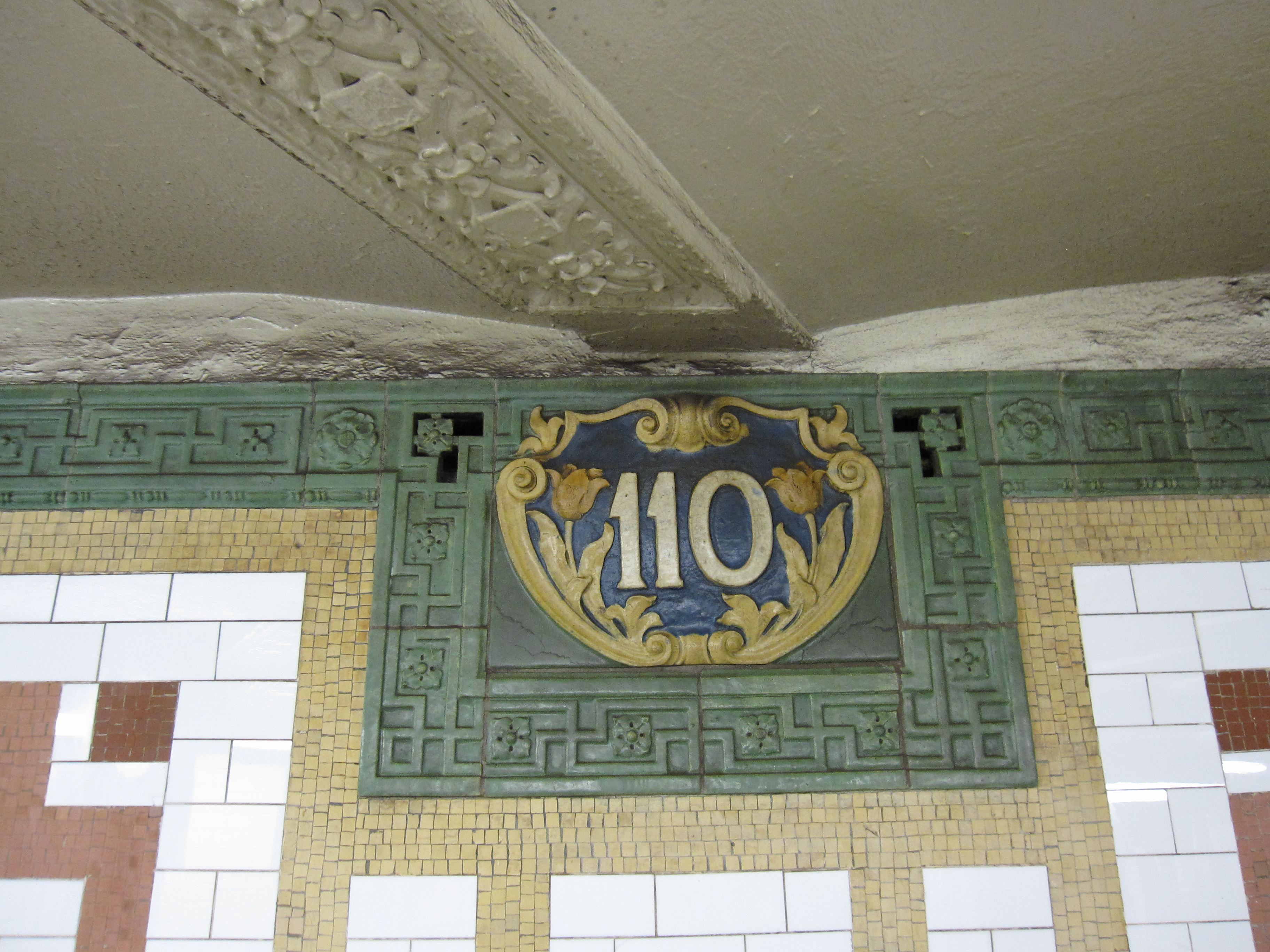
오리지널 카터치

IRT의 일부로 건설된 다른 역들과 마찬가지로, 이 역은 개착식으로 건설되었다.:237 터널은 유틸리티 파이프와 전선을 포함하는 "U"자 모양의 수조로 덮여 있다. 이 수조의 바닥에는 두께가 4 인치 (100 mm) 이상인 콘크리트 기초가 있다.:3–4:9 각 승강장은 3-인치-thick (7.6 cm)의 콘크리트 슬래브로 구성되며, 그 아래는 배수 분지이다. 원래의 승강장은 15 피트 (4.6 m) 간격으로 원형의 주철 도리아식 기둥을 포함하고 있으며, 확장된 승강장에는 I-빔 기둥을 포함하고 있다. 선로 사이의 추가 기둥은 5 피트 (1.5 m) 간격으로 잭 아치 콘크리트 역 지붕을 지지한다.:3–4:4:9 골벽과 승강장 벽 사이는 1-인치 (25 mm) 간격이며, 타일 마감재로 덮인 4-인치 (100 mm) 두께의 벽돌로 제작되었다.:9
운임 구역은 승강층에러 구성되며, 승강장 간의 횡단로가 없다. 승강장을 따라있는 벽들은 벽의 가장 낮은 부분에 로마 벽돌로 웨인스코팅된 벽과 위쪽의 버프색 모자이크 타일로 구성되어 있다. 승강장 벽은 셀먼 타일 필라스터 또는 수직 띠에 의해 15-피트 (4.6 m) 간격으로 나뉜다. 벽기둥 위에는 화환의 모티프로 둘러싸인 숫자 "110"이 적힌 파란색 파양스 명판이 있다. "Cathedral Parkway"라는 이름의 녹색과 흰색 모자이크 벽 태블릿이 승강장 벽을 따라 설치되어 담황색, 분홍색, 빨간색 모티브로 강조된다.:4:9 하인스 & 라파즈(Heins & LaFarge)가 완성한 이 역의 설계는 세인트 존 더 디바인 대성당을 포함한 모닝사이드 하이츠의 다른 프로젝트에서 동시에 하고 있던 작업에서 영감을 받았다. 역에 사용된 어두운 빅토리아 시대 색상은 찰스 맥킴(Charles McKim)이 디자인한 컬럼비아 대학교의 로우 라이브러리 원형 홀 디자인에서 따왔다. 모든 원래 IRT 정거장의 모자이크 타일은 각 정거장의 설비를 하청한 아메리칸 인카스틱 타일 회사(American Encaustic Tile Company)에서 제조했다.:31 장식 작업은 타일 계약자 존 H. 패리와 파양스 계약자 그루비 파양스 회사(Grueby Faience Company)가 수행했다.:39
시내 승강장 남쪽 끝에는 전화 및 전기 분배실로 연결되는 두 개의 문이 있고 북쪽 끝에는 패널이 달린 금속 문이 있다.:4–5 상행 승강장에는 과거 남녀 화장실이었던 운임 구역에 closets이 있다.:5

### 출구
남행 승강장으로 가는 유일한 출구는 110번가와 브로드웨이 북서쪽 모퉁이에 있다. 북행 승강장으로 가는 출구는 북동쪽과 남동쪽 110번가와 브로드웨이 양쪽의 북동쪽과 남서쪽 모퉁이에 있다.:4 거리 계단에는 대부분의 뉴욕 지하철역에서 볼 수 있는 것처럼 비교적 단순한 현대식 철제 난간이 있다.:5 세인트 존 더 디바인 대성당은 출구에서 동쪽으로 한 블록 떨어져 있다.